# Nepenthes gracillima
Nepenthes gracillima är en tvåhjärtbladig växtart som beskrevs av Henry Nicholas Ridley. Nepenthes gracillima ingår i släktet Nepenthes och familjen Nepenthaceae. Inga underarter finns listade i Catalogue of Life.

## Bildgalleri

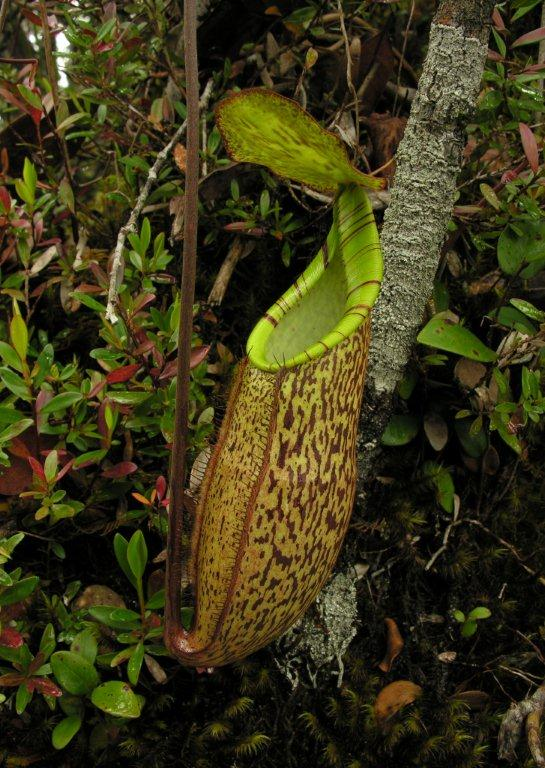